# 阿低利

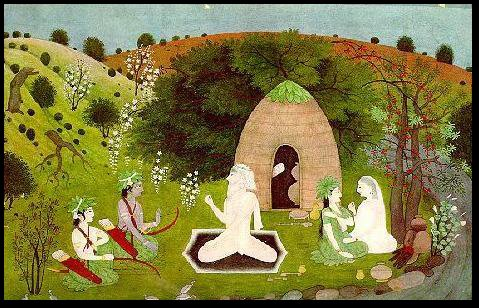
羅摩拜訪阿低利的隱居處。當阿低利與和他的手足羅什曼那交談時，阿那蘇亞則與他的妻子悉多交談。

阿低利（天城体：अत्रि）印度神话中的伟大仙人，生主之一。

## 简介
阿低利属于最古老的仙人之列。他和他的家族被认为是梨俱吠陀第5卷的作者。梨俱吠陀提到他的名字多达40余次（有6次是以复数形式出现，可能代表他的后代），超过许多天神。梨俱吠陀说，阿低利是5个部落的先知，他和摩奴共为人类始祖。天神似乎特别宠爱阿低利，他们屡次三番地帮助他。阿耆尼解救过阿低利；因陀罗听取了阿低利的祈祷，又为他（以及鸯耆罗仙人）打开了牛厩；双马童从黑暗中、从深渊中、从火中、从酷热中把阿低利救出，最后还使他返老还童。梨俱吠陀里的一首颂歌提到，阿低利找到了被阿修罗天光藏起来的太阳，把它放回天上，这故事也见于阿闼婆吠陀。百道梵书说，阿低利能驱散黑暗，他源于语主，甚至就是语主本人。从这些记载来看，阿低利可能是古代雅利安人部落中负责驱魔巫术的祭司。找到太阳的故事无疑是在描写日食（后来的神话里天光与象征日食的罗睺完全相等）。
在史诗时代以后，阿低利的地位大大升高。摩诃婆罗多把他列为生主之一（摩奴法典同此）。罗摩衍那中，罗摩和妻子悉多一起拜访了阿低利的修行地。史诗说阿低利是梵天的心生子，或是由梵天的眼睛生出。一些文献又把他列入七大仙人（七仙人象征北斗七星）。
在往世书的神话中，阿低利的妻子是阿那苏耶，他们有三个威力强大的儿子：达陀利耶、苏摩和敝衣仙人。这三个儿子是受到三相神即梵天、毗湿奴和湿婆的祝福所生，是他们的部分化身。而在摩诃婆罗多中并不认为达陀利耶是阿低利之子，只说他是阿低利后裔中的一人。阿低利向达陀利耶之子尼弥传授了祖先祭的方法，使后者成为第一个举行祖先祭的人类。

## 资料来源
- 《世界神话辞典》，辽宁人民出版社，ISBN 7-205-00960-X
- 《Vedic mythology》，A. A. Macdonell，ISBN 81-208-1113-5